# Pont Ruzizi I
Le pont Ruzizi I est un pont à Bukavu qui sert de frontière douanière entre la République démocratique du Congo dans la ville de Bukavu et le Rwanda dans la ville de Cyangugu sur la Rusizi. 
Le pont Ruzizi I est construit en 1935. En 1974, il est détruit pour être reconstruit en métal et en bois avec une capacité de supporter des véhicules de moins de 3 tonnes. Il reste longtemps en état de délabrement avant que la construction d'un nouveau pont, avec la capacité de supporter jusqu'à 30 tonnes, n'intervienne en 2012. Ceci avec le financement de l'Union européenne dans le programme économique de la Communauté économique des pays des Grands Lacs. le 19 juin 2019, Il est inauguré par le maire de Bukavu Bilubi Ulengabo Meschac. 
Le pont mesure 57 mètres de long, c'est le deuxième plus long pont de Bukavu, après le pont Ruzizi II, qui sert également de douane frontalière avec le Rwanda.

## Voir également
- Rusizi
- Pont Ruzizi II
- Pont Ruzizi III